# 연무중학교 (경기)
연무중학교(鍊武中學校)는 대한민국 경기도 수원시 영통구 이의동에 있는 공립 중학교이다.

## 학교 연혁
- 1980년 1월 24일 : 연무중학교 설립 인가(15학급)
- 1980년 3월 1일 : 초대 박용은 교장 취임
- 1980년 3월 6일 : 제1회 입학식(329명)
- 1983년 2월 11일 : 제1회 졸업식(331명)
- 2008년 2월 4일 : 제26회 졸업식(221명)
- 2008년 2월 28일 : 연무중학교 휴교
- 2012년 3월 2일 : 연무중학교 재개교, 제29회 입학식(13명)
- 2022년 3월 1일 : 제15대 김영우 교장 취임
- 2024년 1월 5일 : 제38회 졸업식(11학급 339명)
- 2024년 3월 4일 : 제41회 입학식(12학급 399명)

## 참고 자료
- 연무중학교 - 한국교육학술정보원 학교알리미